# NO$GBA
NO$GBA (произносится как англ. nocash GBA) — проприетарный эмулятор и отладчик портативных игровых консолей Game Boy Advance и Nintendo DS для Windows и DOS. Написан немецким разработчиком Мартином Кортом под псевдонимом NOCASH.
С момента выхода версии 2.7c как эмулятор, так и отладчик являются бесплатными, и разработка программы продолжается за счет пожертвований. До этого момента бесплатной являлась лишь версия без отладчика GBA и NDS (отладчик обычно нужен лишь разработчикам или ромхакерам). Для домашнего использования (хобби) стоимость отладчика составляла 15 $ (или 15 €, 20 A$/C$, 10 £, 2000 ¥) или от 750 до 5 тыс. $ для коммерческого использования, в зависимости от условий.